# Messier 32
A Messier 32 (más néven M32 vagy NGC 221) egy elliptikus törpegalaxis az Andromeda csillagképben.

## Felfedezése
Az M32 törpegalaxist Guillaume Le Gentil francia csillagász fedezte fel 1749-ben. Charles Messier 1764. augusztus 3-án katalogizálta, bár jegyzetei szerint már 1757-ben is észlelte. Az M32 volt az első elliptikus galaxis, amit felfedeztek.

## Tudományos adatok
Az M32 törpegalaxis az M31 (Androméda) nevű ismert galaxis körül kering, így tagja a Lokális Csoportnak.
Az M32 alig 20 000 fényévre található az M31-től (Androméda-galaxis). Jelek szerint egykor sokkal nagyobb galaxis lehetett, de a szoros közelség hatására tömege jókora hányada átkerült az M31-be. Centrumában néhány millió naptömegnyi fekete lyuk rejtőzik, ami arról árulkodik, hogy korábban tekintélyes galaxis lehetett. Az M32 valamennyi egykori gömbhalmazát elveszítette.

## Megfigyelési lehetőség
Könnyen megtalálható, mivel az M31 központi régiójától pontosan délre található, 22 szögpercre.